# Cục Quân lực, Quân đội nhân dân Việt Nam
Cục Quân lực trực thuộc Bộ Tổng Tham mưu, Bộ Quốc phòng Việt Nam thành lập ngày 08 tháng 9 năm 1945  là cơ quan đầu ngành quản lý và bảo đảm quân số cấp chiến lược của Quân đội nhân dân Việt Nam.

## Lịch sử hình thành
- Ngày 7/9/1945, Chủ tịch Hồ Chí Minh chỉ thị thành lập Bộ Tổng Tham mưu. Trong đó có các phòng chức năng như Văn phòng, Tác chiến,...... Trong đó có Văn phòng Bộ Tổng Tham mưu gồm Tổ Nhân sự, Tổ Quân nhu, Tổ Văn thư và Tổ Mật mã.[4]
- Tháng 1/1946, Tổ Nhân sự tách ra khỏi Văn phòng và thành lập thành Phòng Nhân sự. Đồng chí Trần Văn Lư được bổ nhiệm làm Trưởng phòng.
- Ngày 25/3/1946, Chủ tịch Hồ Chí Minh ký Sắc lệnh số 34/SL quy định tổ chức Bộ Quốc phòng gồm Văn phòng và 10 cục chuyên môn, trong đó có Quân chính Cục có nhiệm vụ: tổ chức bộ đội Lục quân, Không quân, Hải quân; đặt các luật lệ trong quân đội, thi hành việc tuyển quân và cải tiến tổ chức quân đội; ông Phan Tử Lăng được bổ nhiệm Cục trưởng Quân chính Cục.[5] Tổ chức biên chế Quân chính Cục gồm 3 phòng: Hành chính, Quân tịch và Thống kê trưng tuyển. Phòng Hành chính, ngoài nghiệp vụ hành chính (văn thư, đánh máy, hậu cần...), còn được biên chế một kế toán chuyên theo dõi, quyết toán các khoản thu, chi (chủ yếu về vàng, bạc...) để làm huân - huy chương, về công tác in ấn tài liệu (nhà in). Phòng Quân tịch: có nhiệm vụ theo dõi về quân số và công tác chính sách đối với quân nhân. Phòng Thống kê trưng tuyển: có nhiệm vụ nghiên cứu tiêu chuẩn thể thức tuyển quân; thống kê dân số ở các vùng giải phóng (chiến khu) và các vùng lân cận; làm thẻ quân vụ, cấp phát cho nam thanh niên từ 18 đến 40 tuổi; chỉ dẫn các địa phương làm thẻ đăng ký quân vụ và tiến hành việc tuyển quân
- Ngày 1/5/1947, Chủ tịch Hồ Chí Minh ký Sắc lệnh số 47/SL về tổ chức Bộ Quốc phòng - Tổng chỉ huy gồm: Bộ Tổng Tham mưu, Cục Chính trị, Cục Tình báo, Cục Tổng quân huấn, Cục Dân quân, Thanh tra và Văn phòng. Theo Sắc lệnh 47/SL của Chủ tịch nước Bộ Tổng Tham mưu gồm: Văn phòng, Phòng Nhân sự, Phòng Tình báo, Phòng Tác chiến, Phòng Quân nhu - Kế toán. Để giữ bí mật, các Phòng được gọi theo phiên hiệu. Theo đó Phòng Nhân sự là Phòng 1, Phòng Quân nhu - Kế toán là Phòng 4. Đến ngày 30 tháng 5 năm 1947, Phòng Quân nhu - Kế toán đổi thành Phòng Trang bị - Cấp dưỡng.
- Ngày 11/7/1950, Chủ tịch Hồ Chí Minh ký Sắc lệnh số 121/SL quy định về tổ chức Bộ Quốc phòng gồm Bộ Tổng Tham mưu, Tổng cục Chính trị và Tổng cục Cung cấp. Sắc lệnh của Chủ tịch nước quy định Bộ Tổng Tham mưu gồm các cục: Tác chiến, Quân báo, Quân huấn, Quân lực, Thông tin liên lạc và trực tiếp chỉ đạo Cục Công binh, Cục Pháo binh.
- Ngày 4/3/1951, Đại tướng võ Nguyên Giáp - Bộ trưởng Bộ Quốc phòng kiêm Tổng Tư lệnh Quân đội nhân dân Việt Nam ký Nghị định số 02/NĐ-A chuyển Cục Quân vụ thuộc Tổng cục Cung cấp sang trực thuộc Bộ Tổng Tham mưu để hợp cùng Phòng Nhân sự và Phòng Trang bị - Cấp dưỡng thành Cục Quân lực.
- Từ năm 1979 đến năm 1985, Cục Quân lực đổi tên thành Cục Tổ chức - Động viên
- Năm 1985, Cục Tổ chức - Động viên lại đổi tên thành Cục Quân lực.
- Tháng 3 năm 1998, Bộ Quốc phòng quyết định thành lập lại các phòng: Trang bị, Quân số - Chính sách, Động viên. Như vậy ở thời điểm này biên chế gồm 4 phòng, 3 ban.
- Năm 2003, tách Phòng Quân số - Chính sách thành Phòng Quân số và Phòng Chính sách, ở thời điểm này biên chế gồm 5 phòng, 3 ban.

## Lãnh đạo hiện nay
- Cục trưởng: Trung tướng Lê Văn Hướng
- Phó Cục trưởng: Thiếu tướng Lường Văn Thắng
- Phó Cục trưởng: Thiếu tướng Nguyễn Thành Long
- Phó Cục trưởng: Đại tá Chu Hồng Hà

## Tổ chức
- Phòng Kế hoạch tổng hợp
- Phòng Tổ chức biên chế
- Phòng Quân số chính sách
- Phòng Trang bị
- Phòng Động viên
- Ban Tài chính
- Ban Khoa học quân sự
- Ban Hành chính

## Khen thưởng
- Huân chương Quân công hạng Nhất (1984).
- Ba Huân chương Chiến công hạng Ba (1954, 1997, 2001)
- Danh hiệu Anh hùng lực lượng vũ trang nhân dân (2005)

## Hệ thống cơ quan Quân lực trong Quân đội Việt Nam
- Cục Quân lực thuộc Bộ Tổng Tham mưu
- Phòng Quân lực thuộc các Quân khu, Quân đoàn, Quân chủng, Binh chủng, Tổng cục và tương đương.
- Ban Quân lực thuộc các Sư đoàn, Lữ đoàn, Vùng Cảnh sát biển, Bộ CHQS tỉnh, thành phố trực thuộc TW, Bộ CHBP tỉnh, thành phố trực thuộc TW và tương đương.
- Trợ lý, Nhân viên Quân lực thuộc các Trung đoàn, Ban chỉ huy quân sự quận, huyện, thị xã và tương đương.

## Cục trưởng qua các thời kỳ
| TT | Họ tên Năm sinh-năm mất    | Thời gian đảm nhiệm | Cấp bậc tại nhiệm                                         | Chức vụ cuối cùng                                                            | Ghi chú                                        |
| -- | -------------------------- | ------------------- | --------------------------------------------------------- | ---------------------------------------------------------------------------- | ---------------------------------------------- |
| 1  | Phùng Trắc Ngọc            | 9.1945-10.1945      |                                                           |                                                                              | Tổ trưởng Tổ Nhân sự                           |
| 2  | Nguyễn Quý Tín             | 10.1945-2.1946      |                                                           |                                                                              | Tổ trưởng Tổ Nhân sự                           |
| 3  | Trần Văn Lư                | 3.1946-7.1948       |                                                           |                                                                              | Trưởng phòng Nhân sự                           |
| 4  | Trần Quang Đẩu             | 1948-1951           |                                                           |                                                                              | Trưởng phòng Nhân sự                           |
| 5  | Phan Phúc Tường            | 1951-1953           |                                                           | Cục trưởng Đầu tiên                                                          |                                                |
| 6  | Trần Sâm (1918-2009)       | 1953-1957           | Đại tá                                                    | Thiếu tướng (1959), Thượng tướng (1986) Thứ trưởng Bộ Quốc phòng (1982-1990) | Huân chương Hồ Chí Minh                        |
| 7  | Lê Đức Anh (1920-)         | 1957-1963           | Đại tá (1958)                                             | Đại tướng (1984) Chủ tịch nước (1992-1997)                                   | Huân chương Sao vàng                           |
| 8  | Trần Văn Bành              | 1963-1966           | Đại tá                                                    |                                                                              |                                                |
| 9  | Vũ Hải                     | 1966-1968           | Đại tá                                                    |                                                                              |                                                |
| 10 | Lê Thanh                   | 1968-1973           | Đại tá                                                    |                                                                              |                                                |
| 11 | Giáp Văn Cương (1921-1990) | 1973-1974           | Đại tá                                                    | Đô đốc (1988) Tư lệnh Quân chủng Hải quân (1984-1990)                        | Anh hùng Lực lượng Vũ trang Nhân dân           |
| 12 | Nguyễn Anh Đệ (1925-1985)  | 1974-1976           | Thiếu tướng                                               | Trung tướng (1984) Tư lệnh Binh chủng Đặc công (1983-1985)                   |                                                |
| 13 | Đỗ Văn Đức (1925-2013)     | 1976-1980           | Đại tá Trung tướng (1986)                                 | Phó Tổng Tham mưu trưởng                                                     |                                                |
| 14 | Triệu Huy Hùng             | 1980-1989           | Thiếu tướng                                               |                                                                              |                                                |
| 15 | Khuất Duy Tiến (1931-)     | 1989-1994           | Thiếu tướng (1984) Trung tướng (1990)                     | Hiệu trưởng Trường Sĩ quan Lục quân 1 (1994-1997)                            |                                                |
| 16 | Dương Đàm                  | 1994-1998           | Thiếu tướng                                               |                                                                              |                                                |
| 17 | Tống Ngọc Thắng            | 1998-2004           | Thiếu tướng                                               |                                                                              |                                                |
| 18 | Nguyễn Song Phi            | 2004-2007           | Thiếu tướng (2004)                                        | Trung tướng (2008) Phó Tổng Tham mưu trưởng (2007-2012)                      | Phó Chủ tịch Hội Cựu chiến binh Việt Nam       |
| 19 | Phạm Chân Lý               | 2007-2012           | Thiếu tướng (2007) Trung tướng (2011)                     |                                                                              |                                                |
| 20 | Tô Viết Báo                | 2012-2016           | Thiếu tướng (2011) Trung tướng (2015)                     |                                                                              | Nguyên Phó Cục trưởng Cục Quân lực (2011-2013) |
| 21 | Lê Quang Chính             | 2016-5.2018         | Trung tướng (2018)                                        |                                                                              |                                                |
| 22 | Nguyễn Văn Nghĩa           | 5.2018-01.2020      | Thiếu tướng (2015) Trung tướng (2019) Thượng tướng (2023) | Phó Tổng Tham mưu trưởng (01.2020-)                                          |                                                |
| 23 | Vũ Văn Sỹ                  | 01.2020-12.2024     | Thiếu tướng(2015) Trung tướng (2019)                      |                                                                              |                                                |
| 24 | Lê Văn Hướng               | 12.2024-nay         | Thiếu tướng(2023) Trung tướng (23/07/2025)                |                                                                              |                                                |

## Phó Cục trưởng qua các thời kỳ
- Đào Xuân Hội, Đại tá[6]
- 2011-2012, Tô Viết Báo, Thiếu tướng (2011)
- 2013-2016, Lê Quang Chính, Thiếu tướng (2013)
- Nguyễn Văn Tấn, Đại tá[7]
- Hoàng Văn Dũng, Đại tá[8]
- 2013-2020, Vũ Quốc Hùng, Thiếu tướng, nguyên Phó Tư lệnh Binh đoàn 12[9]
- 2018-nay,Trịnh Ngọc Giao, Thiếu tướng[10][11]
- 2019- nay, Nguyễn Thành Long, Thiếu tướng (2022) nguyên Trưởng Phòng Quân số, chính sách- Cục Quân lực
- 2020- 2023, Mai Văn Hồng, Thiếu tướng (2022), nguyên Phó Tham mưu trưởng Cảnh sát biển
- 2023-nay, Lường Văn Thắng, Đại tá, nguyên CHT BCHQS Tỉnh Hà Nam( 2020-2023)